# Paris Première
Paris Première és un canal de televisió generalista francès privat i de pagament, creat el 1986, i propietat del grup M6. Fou el primer canal de televisió local en haver-se creat a França. Des del 2001, només, pertany al grup M6. Els seus inicis es remunten a un negocis a capital mixt que emetia exclusivament per al cable. A poc a poc el canal es gira més cap a un públic amant de la moda i cultura, fins que el 1995 s'incorporen els primers telediaris. L'any 2000 Paris Première s'adhereix al TPS (Télevision par Satéllite, del francès Televisió per Satèl·lit) i aconsegueix ser difosa també al Quebec. L'any 2004 el grup AB vol comprar el canal, però finalment acaba en mans del grup M6. El 2009 i per primer cop el canal s'ofereix a la televisió digital terrestre francesa, tot seguint la voluntat del Consell de l'Audiovisual francès que volia ampliar l'oferta televisiva. Tanmateix, el canal només emet gratuïtament de les 18H30 a les 20H30.